# Frank Walthes

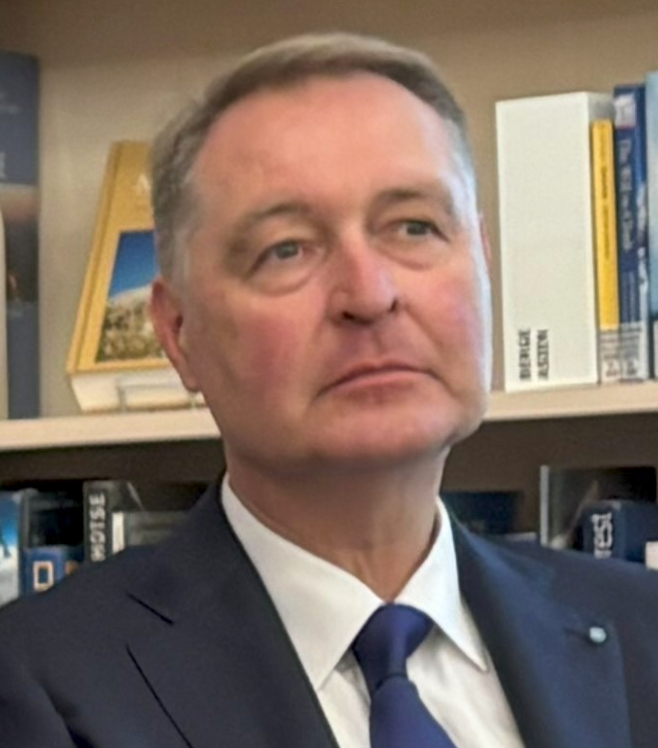
Frank Walthes (2025)

Frank Walthes (* 17. November 1963 in Werneck, Franken) ist ein deutscher Manager. Er ist seit 2012  Vorstandsvorsitzender der Versicherungskammer Bayern.

## Leben
Walthes ist promovierter Volkswirt. Nach Forschung und Lehre an der Universität Erlangen-Nürnberg begann er 1996 als Vorstandsassistent bei der Allianz. Dort verantwortete er verschiedene Fach- und Führungsaufgaben und nahm berufsbegleitend an Executive Programmen teil, u. a. an der Harvard Business School. Von 2003 bis 2011 hatte er verschiedene Vorstands- und Geschäftsleitungsaufgaben inne, zuletzt war er Mitglied des Vorstands der Allianz Deutschland AG. Seit Mai 2012 ist Walthes Vorsitzender der Vorstände der Konzernunternehmen der Versicherungskammer.
Walthes ist Mitglied in Gremien der S-Finanzgruppe, des Verbands der öffentlichen Versicherer sowie weiteren Institutionen und Verbänden der Branche. Dazu zählen der GDV (Gesamtverband der Deutschen Versicherungswirtschaft), der Bildungsverband der Versicherungswirtschaft (BWV) und der Arbeitgeberverband der Versicherungsunternehmen in Deutschland (AGV).
Er leitet im Stifterverband für die Deutsche Wissenschaft als Vorsitzender das Landeskuratorium Bayern und hat eine Honorarprofessur an der Universität der Bundeswehr in München. Walthes ist aktiver Reserveoffizier.

## Auszeichnungen
- 2018: SignsAward
- 2022: Bayerischer Verdienstorden[3]